# Cá chim trắng vây tròn
Cá chim trắng vây tròn, tên khoa học Pampus chinensis, là một loài cá vược trong họ Stromateidae, được Euphrasen mô tả đầu tiên năm 1788.